# Tropopausen
Tropopausen är den nivå i atmosfären som separerar troposfären från stratosfären. Under tropopausen, i troposfären, avtar temperaturen med höjden, i stratosfären ökar istället temperaturen med höjden. Tropopausen är därmed den nivå där den lägsta temperaturen i troposfär och stratosfär uppmäts.
Den vertikala omblandningen som sker i troposfären som resultat av solinstrålning, når som högst till tropopausen. Därmed bestäms tropopausens höjd av hur mycket värmeenergi som tillförs vid marknivå. Tropopausens höjd varierar därför med breddgrad och årstid. I tropikerna är tropopausen högst vid 16-17 km över havet med en svag årsvariation, i Sverige ligger tropopausen på 9-12 km höjd under sommaren men är lägre under vintern. De lägsta tropopausnivåerna finner man vid polerna under respektive vinterperiod. I standardatmosfären ligger tropopausen på ca 11 km höjd och har en temperatur på -56.5 °C.
Visuellt kan tropopausen anas där det platta städet på ett åskmoln, incus, bildas. Under vissa förutsättningar när varm och kalluft möts bildas jetströmmar på fronten i nära anslutning till tropopausen.

## Se vidare
- Atmosfären